# Jared Brownridge
Jared Brownridge (Aurora, Illinois, 13 de noviembre de 1994) es un baloncestista estadounidense que pertenece a la plantilla de los Delaware Blue Coats de la NBA G League. Con 1,91 metros de estatura, juega en la posición de escolta. 

## Trayectoria deportiva

### Universidad
Jugó cuatro temporadas con los Broncos de la Universidad de Santa Clara, en las que promedió 17,9 puntos, 2,8 rebotes y 2,5 asistencias por partido. En su primera temporada fue elegido debutante del año de la West Coast Conference, mientras que en las tres temporadas restantes fue incluido en el mejor quinteto de la conferencia.

### Profesional
Tras no ser elegido en el Draft de la NBA de 2017, firmó su primer contrato profesional con el Pallacanestro Mantovana de la Serie A2 italiana. Disputó 18 partidos en los que promedió 11,1 puntos y 1,7 rebores, hasta que fue cortado en febrero de 2018.
Regresó a su país, y en marzo fue contratado por los Delaware 87ers de la G League, donde acabó la temporada promediando 8,5 puntos y 1,0 rebotes por partido. La tremporada siguiente, y ya con la denominación actual de Delaware Blue Coats, el equipo volvió a contar con él.